# Blanca Benítez Narvaez
Blanca Benítez Narvaez (Sevilla, 28 de marzo de 2004) es una jugadora de balonmano española que juega de central en el Sporting La Rioja y la selección española de balonmano.

## Trayectoria
Inició su carrera en la prolífica cantera del Balonmano Montequinto, desde la que llegó a División de Honor con 18 años en la temporada 2022-23. A pesar de no ser una buena temporada (ya que acabó con el descenso a División de Honor Oro) el conjunto riojano la renovó antes de terminar el año para jugar la 2023-24 con el Grafometal.
En su segunda temporada en el Sporting La Rioja se lesionó de gravedad de su rodilla (rotura de ligamento cruzado anterior y menisco interno de su rodilla izquierda) jugando un amistoso con la selección junior ante el Elche y pasó por quirófano al final del año 2023. Volvió a las pistas al inicio de la temporada 2024/25.

### Selección
Internacional juvenil y junior, se ha proclamado campeona del GTH Scandibérico (juvenil y junior), del Torneo internacional de Lubeck, de la President Cup
Con Joaquín Rocamora como entrenador volvió a ser llamada con las Guerreras Junior para las concentraciones de cara al Campeonato de Europa de 2024.

### Clubes
- 2021–22: Balonmano Montequinto
- 2022–Actualidad: Sporting La Rioja[15][16]

#### Datos(a fecha de diciembre de 2023)
|          | Liga | Copa | EHF |
| -------- | ---- | ---- | --- |
| Partidos | 22   | 1    | -   |
| Goles    | 58   | 5    | -   |

## Trofeos y galardones
- Campeonato de Europa junior (2023)[17]
- Campeonato de España juvenil (con la selección andaluza)[18]

### Galardones individuales
- Mejor central del Campeonato de Europa juvenil (2023)[17]